# Max Euweplein
La Max Euweplein (« Place Max Euwe » en néerlandais) est une place du centre d'Amsterdam, aux Pays-Bas, nommée d'après Max Euwe (1901-1981), grand maître international et professeur de mathématiques. Max Euwe est le seul champion du monde d'échecs néerlandais.
Sur la place se situent un Hard Rock Cafe, un café de stand-up et l'Holland Casino. Au-dessus des différents clubs et cafés sont des appartements.

## Histoire
La place est construite sur le site de l'ancienne maison de détention (Huis van Bewaring).
En l'honneur de Euwe il y a un grand échiquier sur la place, où les gens peuvent jouer aux échecs avec des pièces d'échecs surdimensionnées. Cet échiquier a été inventé en 1996 par David Zeggeren, qui avait à l'époque 10 ans.
Le 7 mai 2004, une statue de Max Euwe faite par Jose Fijnaut a été dévoilée.